# Joachim Vobbe

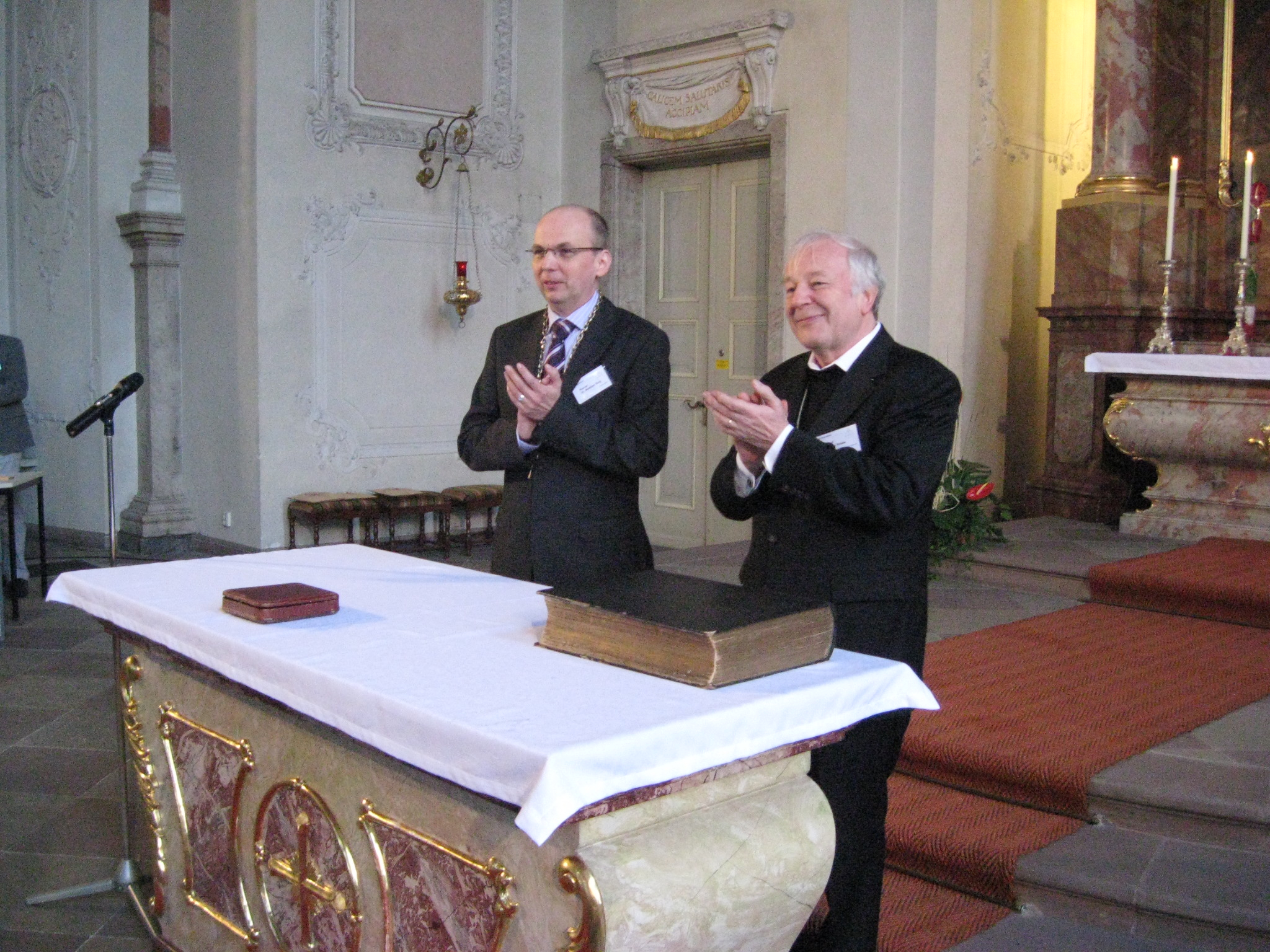
Joachim Vobbe (rechts) bei der Wahl seines Nachfolgers Matthias Ring zum Bischof der Alt-Katholiken in Deutschland

Joachim Vobbe (* 5. Januar 1947 in Honnef; † 26. Juli 2017 in Königswinter) war von 1995 bis zur Weihe seines Nachfolgers Matthias Ring am 20. März 2010 der neunte Bischof der Alt-Katholischen Kirche in Deutschland.

## Leben
Nach dem Besuch des staatlichen altsprachlichen St.-Michael-Gymnasiums in Bad Münstereifel (1957–1966) studierte Joachim Vobbe Theologie in Bonn, Münster und Köln.
Zum Priester wurde er am 14. Juni 1972 in der römisch-katholischen Erzdiözese Köln von Joseph Kardinal Höffner geweiht.
Nach Kaplansjahren in den römisch-katholischen Pfarren St.-Mariä-Himmelfahrt in Köln-Holweide sowie St. Mariä Himmelfahrt in Düsseldorf-Unterbach trat er 1977 zum Katholischen Bistum der Alt-Katholiken in Deutschland über. Hier war er bis 1982 als Vikar und Pfarrer in Blumberg und den Randengemeinden (Baden-Württemberg) tätig, danach 13 Jahre lang als Pfarrer in Offenbach am Main, von 1985 bis zu seiner Bischofswahl zugleich als Dekan von Hessen.
Am 15. November 1994 wurde er von der 52. Ordentlichen Bistumssynode in der St.-Florinskirche in Koblenz als Nachfolger von Sigisbert Kraft in das Bischofsamt gewählt und am 25. März 1995 in der Dreikönigskirche in Frankfurt am Main zum Bischof geweiht. Seit seiner Emeritierung lebte er in Königswinter.
Von 1997 bis 2002 und von 2005 bis zu seinem Tod vertrat Joachim Vobbe die Internationale Alt-Katholische Bischofskonferenz (IBK) bei der Anglikanischen Kirchengemeinschaft. Von 2002 bis 2010 gehörte er dem „Büro“ (einer Art Verwaltungsrat) der IBK als Quästor an. Ab 1997 wurde er als Delegat der IBK mit der bischöflichen Zuständigkeit für die italienischen Alt-Katholiken betraut. Dieses Amt trat er 2006 an den damaligen Schweizer Bischof Fritz-René Müller ab. Zwischen 2004 und 2009 leitete Vobbe die Gruppe der alt-katholischen Delegierten der Vorbereitungskommission für die Fortsetzung des orthodox/alt-katholischen Dialogs.
Joachim Vobbe war seit 1999 Honorary Assistant Bishop der anglikanischen Diözese Gibraltar in Europa und seit 2002 auch der Konvokation amerikanischer Episkopalkirchen in Europa.
Er war verheiratet und hatte zwei Söhne.
Zu den wichtigen Entscheidungen seines Dienstes als Bischof gehörte die Umsetzung der von mehreren vorangegangenen Synoden beschlossenen Priesterweihe für Frauen. Am Pfingstmontag 1996 weihte er in Konstanz die ersten beiden Frauen zu Priesterinnen.
Von 1995 bis 2004 lud Joachim Vobbe Theologen und Laien aus seinem Bistum und der Ökumene zu sogenannten „Herdenbrieftagen“ ein, einem einwöchigen Brainstorming, aus dem jeweils ein thematischer Bischofsbrief mit hinzugefügten Arbeitsmaterialien entstanden ist. Ein Brief widmet sich der Frauenordination („Geh zu meinen Brüdern“), einer der Jahrtausendwende („Tausend Jahre wie ein Tag“), die anderen den sieben Sakramenten („Kind sein – Kind werden“ (Taufe), „Staatsangehörigkeit Geist-Reich“ (Firmung), „Denk-Mahl göttlicher Zukunft“ (Eucharistie), „Umgekehrt“ (Buße), „Von Amts-Wegen“ (Priesterweihe), „Gott traut uns, wir trauen Gott“ (Ehe), „Nicht heillos krank“ (Krankensalbung)).
Im Rahmen einer Gesamtpastoralkonferenz der Alt-Katholischen Geistlichkeit kündigte er im Juni 2009 an, aus gesundheitlichen Gründen von der Leitung des Bistums zurückzutreten. Am 7. November 2009 wurde auf einer außerordentlichen Bistumssynode in Mannheim Matthias Ring zu seinem Nachfolger gewählt. Die Bischofsweihe des zehnten Bischofs der Alt-Katholischen Kirche in Deutschland fand am 20. März 2010 in der Evangelischen Stadtkirche Karlsruhe statt.

## Werke
- Offenbach – älteste alt-katholische Pfarrei Hessens. Offenbach 1985.
- Katholisch – ein altes Wort neu gesehen. Festvortrag zum 125-jährigen Bestehen der alt-katholischen Gemeinde Kempten i. A., Kempten 1998.
- „Damenrede“. In: Christine Busch, Brigitte Vielhaus (Hrsg.): Kirche wird anders. Ökumenische Dekade „Solidarität der Kirchen mit den Frauen 1988–1998“. Düsseldorf 1998, S. 127–134.
- Kirche von innen. Gedanken zu einer alt-katholischen Spiritualität. In: Internationale Kirchliche Zeitschrift 92, Bern 2002, S. 270–285.
- Konsens, Synodalität und Ökumene. Das Wiedererwachen einer kirchlichen Reformidee aus St. Florin und ihre prominenten Vertreter in und um Koblenz am Beginn der alt-katholischen Bewegung. In: Markus Dröge u. a. (Hrsg.): Pragmatisch, preußisch, protestantisch… Die evangelische Kirchengemeinde Koblenz im Spannungsfeld zwischen rheinischem Katholizismus und preußischer Kirchenpolitik. Schriftenreihe des Vereins für Rheinische Kirchengeschichte 161, Bonn 2003, S. 157–180.
- Theodor Stumpf – ein Cusanus-Verehrer an der Wiege der alt-katholischen Synodal- und Gemeindeordnung. In: Internationale Kirchliche Zeitschrift 93, Bern 2003, S. 65–82.
- Brot aus dem Steintal. Bischofsbriefe von 1996–2004. Bonn 2005.
- Die Übersetzung des Eucharistiegebetes nach der Traditio apostolica – ein Schlüssel für ökumenische Fortschritte? In: Gottesdienst feiern – Gastfreundschaft wagen. Eine Festgabe für Meinold Krauss. o. O. o. J. [Darmstadt 2007], S. 235–251.
- Der Isenheimer Altar – Meisterwerk eines evangelischen Katholiken. Bonn 2009.
- Someone’s singing, Lord – Gospels and Spirituals. CD, Königswinter 2010, unter Mitwirkung von „Take That Jazz“ und „5 4 U“.

Mitarbeit an verschiedenen liturgischen Büchern und Gebet- und Gesangbüchern
- Dein Antlitz suche ich. Gebetbuch des Katholischen Bistums der Alt-Katholiken. Bonn 1985.
- Die Feier der Eucharistie. Altarbuch für die Feier der Liturgie. Bonn 1995, 3. verbesserte und erweiterte Aufl. Bonn 2006.
- Eingestimmt. Gesangbuch des Katholischen Bistums der Alt-Katholiken. Bonn 2003.
- Gottzeit. Gebetbuch des Katholischen Bistums der Alt-Katholiken. Bonn 2008

Zu Joachim Vobbes 60. Geburtstag 2007 erschien eine Festschrift, herausgegeben von Angela Berlis und Matthias Ring: Im Himmel Anker werfen. Vermutungen über Kirche in der Zukunft. Alt-Katholischer Bistumsverlag, Bonn 2007; u. a. mit Beiträgen von Erzbischof Rowan Williams, Canterbury, dem damaligen EKD-Ratsvorsitzenden und Berliner Bischof Wolfgang Huber, dem rheinischen Präses und späteren EKD-Ratsvorsitzenden Nikolaus Schneider, Landesbischof Ulrich Fischer (Badische Landeskirche) und vielen anderen namhaften Autorinnen und Autoren.